# Les Real Housewives de Beverly Hills
Les Real Housewives de Beverly Hills ou Real Housewives : Beverly Hills (The Real Housewives of Beverly Hills) est une émission de téléréalité américaine diffusée depuis le 14 octobre 2010 sur Bravo.
En France, l'émission est diffusée depuis le 13 décembre 2012 sur Chérie 25, dès le 31 octobre 2013 sur E!, à partir du 31 janvier 2014 sur NRJ 12 et depuis le 23 mai 2016 sur Téva. Au Québec, depuis le 6 janvier 2014 sur Moi & Cie Télé. En Belgique, depuis le 2 mai 2014 sur Plug RTL. L'émission est également disponible sur Netflix (saisons 9),  M6+ et Canal+ (saisons 8 à 11),. Dans son offre payante M6+ propose également les saisons 12 et 13 depuis le 18 septembre 2024.
L'émission est la sixième adaptation du concept de téléréalité The Real Housewives.

## Concept
Présentée comme un docu-soap, l'émission suit la vie quotidienne de cinq à huit femmes au foyer et épouses américaines résidant à Beverly Hills, sous le soleil de la Californie : 
- Taylor, une philanthrope et femme au foyer mariée à un investisseur ;
- Lisa, une restauratrice et femme d'affaires d'origine britannique ;
- Adrienne, une femme d'affaires mariée à un chirurgien esthétique ;
- Kim, une actrice et sœur de Kyle Richards et Kathy Hilton ;
- Kyle, une actrice et entrepreneuse mariée à un agent immobilier ;
- Camille, une danseuse et philanthrope mariée à l'acteur Kelsey Grammer.

Des nouvelles Housewives rejoindront la distribution au cours de l'émission : 
- Brandi, mannequin et ex-épouse de l'acteur Eddie Cibrian ;
- Yolanda, mannequin mariée au compositeur David Foster ;
- Carlton, une architecte d'intérieur mariée à un homme d'affaires ;
- Joyce, mannequin et actrice mariée à un producteur hollywoodien ;
- Lisa, une animatrice et actrice mariée à l'acteur Harry Hamlin ;
- Eileen, une autrice et actrice mariée au joueur de tennis Vincent Van Patten ;
- Erika, une danseuse et chanteuse mariée à un avocat ;
- Kathryn, mannequin et ex-épouse du joueur de football Marcus Allen ;
- Dorit, une styliste mariée à un agent artistique britannique ;
- Teddi, une coach de vie et fille du guitariste John Mellencamp ;
- Denise, une actrice et ex-épouse de l'acteur Charlie Sheen ;
- Garcelle, une actrice et mannequin d'origine haïtienne ;
- Sutton, une femme d'affaires fiancée à un agent immobilier ;
- Crystal, une entrepreneuse mariée au réalisateur Rob Minkoff ;
- Diana, une philanthrope fiancée au chanteur et acteur Asher Book ;
- Annemarie, une infirmière anesthésiste mariée à un ancien joueur de la NFL Marcellus Wiley ;
- Bozoma, une femme d'affaires qui a perdu son mari.

Des Amies des Housewives rejoignent également le programme : 
- Dana, une organisatrice d’évènements et amie de Taylor ;
- Faye, une décoratrice d’intérieur et amie de Kyle ;
- Marisa, une agente immobilière, belle-fille du producteur Richard Zanuck et amie de Kyle ;
- Eden, une entrepreneuse, fille du coiffeur Vidal Sassoon et amie de Lisa Rinna ;
- Kathy, une mondaine et sœur de Kim et Kyle ;
- Sheree, une entrepreneuse et ex-épouse de l'acteur Will Smith et amie de Garcelle ;
- Jennifer, une actrice et joueuse de poker et amie de Sutton.

## Distribution
| Les Real Housewives       | Saisons       | Saisons       | Saisons       | Saisons     | Saisons     | Saisons     | Saisons     | Saisons     | Saisons     | Saisons     | Saisons     | Saisons     | Saisons     | Saisons     | Saisons    |         |
| Les Real Housewives       | 1             | 2             | 3             | 4           | 5           | 6           | 7           | 8           | 9           | 10          | 11          | 12          | 13          | 14          | 15         |         |
|                           | Actuelles     | Actuelles     | Actuelles     | Actuelles   | Actuelles   | Actuelles   | Actuelles   | Actuelles   | Actuelles   | Actuelles   | Actuelles   | Actuelles   | Actuelles   | Actuelles   | Actuelles  |         |
| ------------------------- | ------------- | ------------- | ------------- | ----------- | ----------- | ----------- | ----------- | ----------- | ----------- | ----------- | ----------- | ----------- | ----------- | ----------- | ---------- | ------- |
| Kyle Richards             | Principale    | Principale    | Principale    | Principale  | Principale  | Principale  | Principale  | Principale  | Principale  | Principale  | Principale  | Principale  | Principale  | Principale  | Principale |         |
| Erika Jayne               |               |               |               |             |             | Principale  | Principale  | Principale  | Principale  | Principale  | Principale  | Principale  | Principale  | Principale  | Principale |         |
| Dorit Kemsley (en)        |               |               |               |             |             |             | Principale  | Principale  | Principale  | Principale  | Principale  | Principale  | Principale  | Principale  | Principale |         |
| Sutton Stracke (en)       |               |               |               |             |             |             |             |             |             | Amie        | Principale  | Principale  | Principale  | Principale  | Principale |         |
| Bozoma Saint John         |               |               |               |             |             |             |             |             |             |             |             |             |             | Principale  | Principale |         |
| Rachel Zoe                |               |               |               |             |             |             |             |             |             |             |             |             |             |             | Principale |         |
|                           | Anciennes     |               |               |             |             |             |             |             |             |             |             |             |             |             |            |         |
| Lisa Vanderpump           | Principale    | Principale    | Principale    | Principale  | Principale  | Principale  | Principale  | Principale  | Principale  |             |             |             |             |             |            |         |
| Kim Richards              | Principale    | Principale    | Principale    | Principale  | Principale  | Invitée     | Amie        |             | Invitée     | Invitée     |             |             | Invitée     |             |            |         |
| Taylor Armstrong (en)     | Principale \| | Principale \| | Principale \| | Invitée \|  | Invitée \|  | Invitée \|  |             |             |             |             |             |             |             |             |            |         |
| Adrienne Maloof (en)      | Principale    | Principale    | Principale    |             | Invitée     | Invitée     | Invitée     | Invitée     |             | Invitée     |             |             |             |             |            |         |
| Camille Grammer           | Principale    | Principale    | Amie          |             | Invitée     | Invitée     | Invitée     | Amie        | Amie        | Invitée     |             |             | Invitée     | Invitée     |            |         |
| Brandi Glanville          |               | Amie          | Principale,   | Principale, | Principale, | Invitée     |             |             | Invitée     | Invitée     |             |             |             |             |            |         |
| Yolanda Hadid             |               |               | Principale,   | Principale, | Principale, | Principale, |             |             |             |             |             |             |             |             |            |         |
| Carlton Gebbia (en)       |               |               |               | Principale  |             |             |             |             |             |             |             |             |             |             |            |         |
| Joyce Giraud              |               |               |               | Principale  |             |             |             |             |             |             |             |             |             |             |            |         |
| Lisa Rinna                |               |               |               | Invitée     | Principale, | Principale, | Principale, | Principale, | Principale, | Principale, | Principale, | Principale, |             |             |            |         |
| Eileen Davidson           |               |               |               |             | Principale, | Principale, | Principale, | Invitée     |             | Invitée     |             |             |             |             |            |         |
| Kathryn Edwards           |               |               |               |             |             | Principale  |             |             |             |             |             |             |             |             |            |         |
| Teddi Mellencamp (en)     |               |               |               |             |             |             |             | Principale  | Principale  | Principale  | Invitée     | Invitée     | Invitée     |             |            | Invitée |
| Denise Richards           |               |               |               |             | Invitée     |             |             |             | Principale, | Principale, |             |             | Invitée     |             | Invitée    |         |
| Garcelle Beauvais         |               |               |               |             |             |             |             |             |             | Principale, | Principale, | Principale, | Principale, | Principale, |            |         |
| Crystal Kung Minkoff (en) |               |               |               |             |             |             |             |             |             |             | Principale, | Principale, | Principale, |             |            |         |
| Diana Jenkins (en)        |               |               |               |             |             |             |             |             |             |             |             | Principale  |             |             |            |         |
| Annemarie Wiley           |               |               |               |             |             |             |             |             |             |             |             |             | Principale  |             |            |         |
|                           | Amies         |               |               |             |             |             |             |             |             |             |             |             |             |             |            |         |
| Dana Wilkey               | Invitée       | Amie          | Invitée       |             |             |             |             |             |             |             |             |             |             |             |            |         |
| Faye Resnick              | Invitée       | Invitée       | Amie          |             | Invitée     | Invitée     |             | Invitée     | Invitée     | Invitée     |             | Invitée     | Invitée     | Invitée     |            |         |
| Marisa Zanuck             |               |               | Amie          |             |             |             |             |             |             |             |             |             |             |             |            |         |
| Eden Sassoon              |               |               |               |             |             |             | Amie        |             |             |             |             |             |             |             |            |         |
| Kathy Hilton              | Invitée       |               | Invitée       | Invitée     | Invitée     |             |             |             | Invitée     | Invitée     | Amie        | Amie        | Invitée     | Amie        | À venir    |         |
| Sheree Zampino            |               |               |               | Invitée     |             |             |             |             |             | Invitée     | Invitée     | Amie        |             |             |            |         |
| Jennifer Tilly            |               |               |               |             |             |             |             |             |             | Invitée     |             | Invitée     | Invitée     | Amie        | Amie       |         |

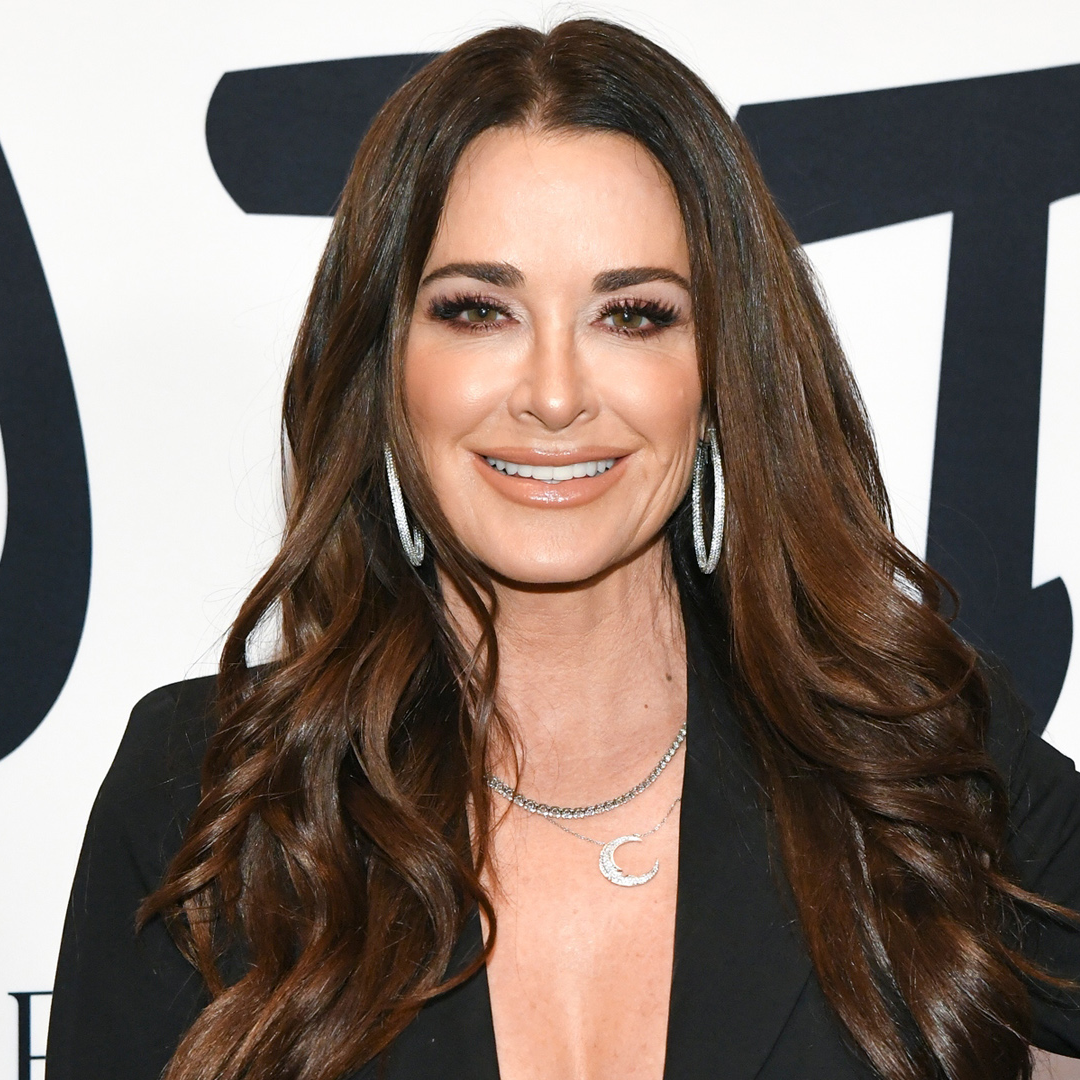
Kyle Richards (depuis la saison 1)
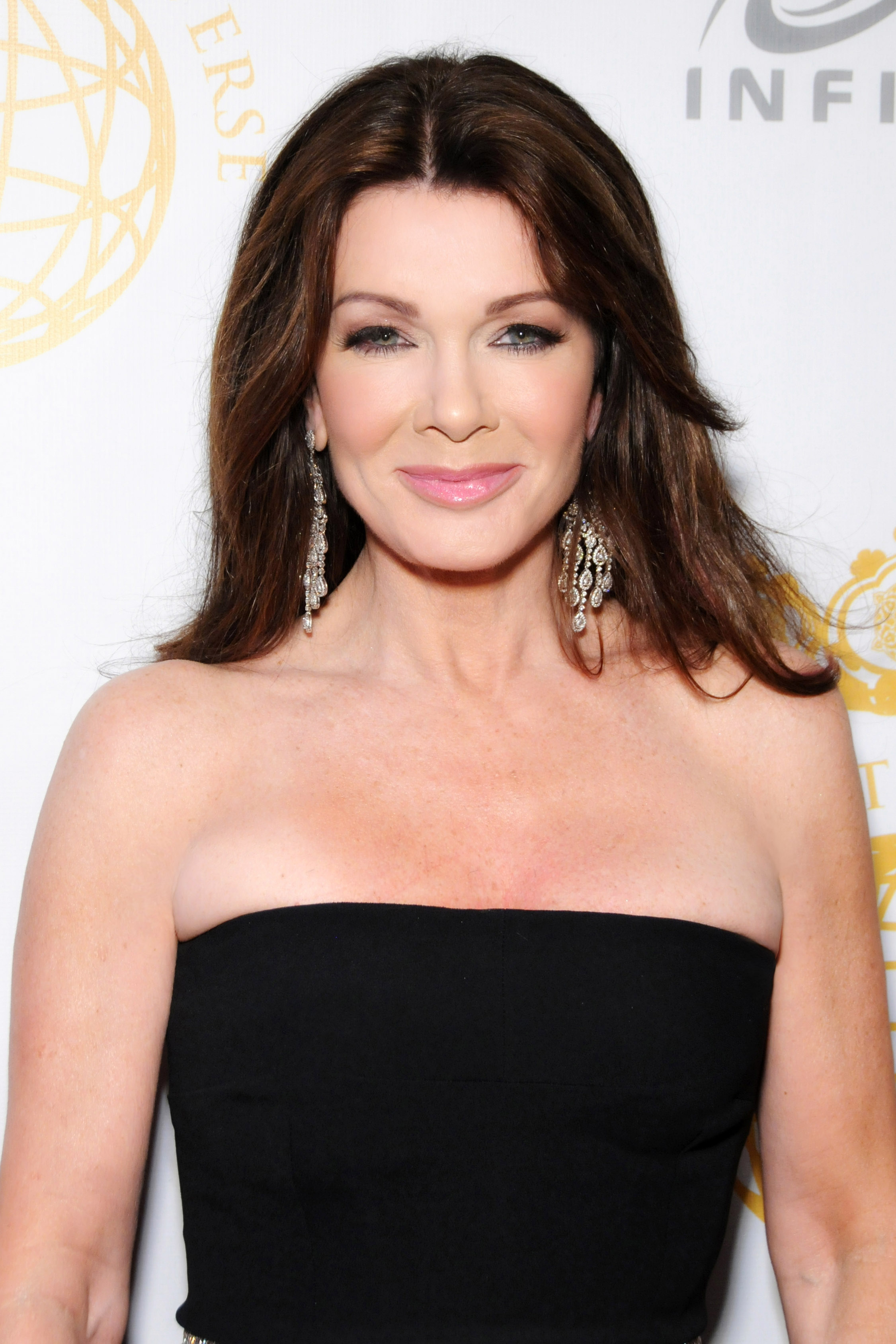
Lisa Vanderpump (saisons 1 à 9)
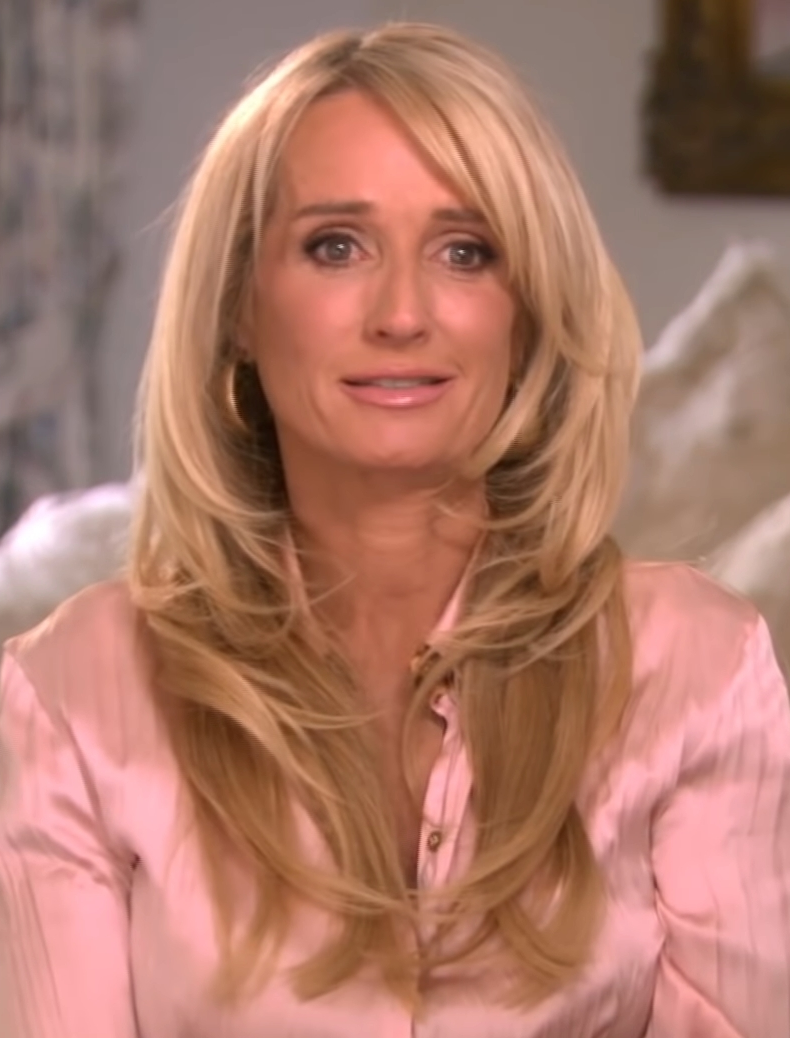
Kim Richards (saisons 1 à 5)
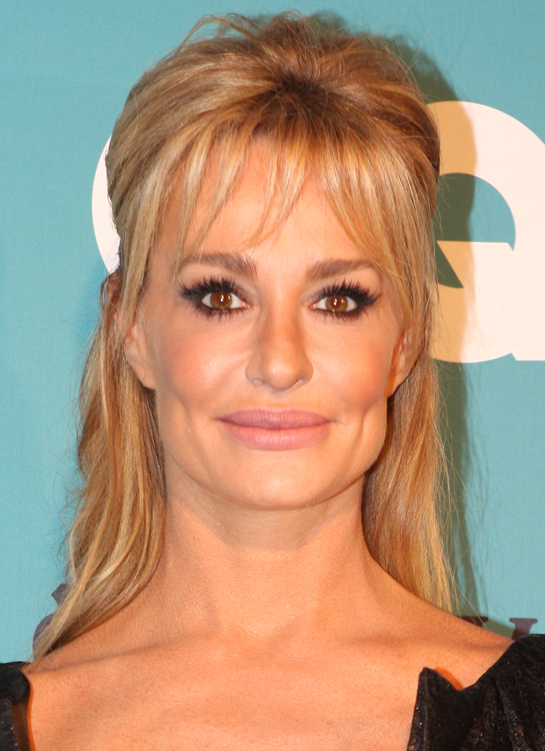
Taylor Armstrong (saisons 1 à 3)
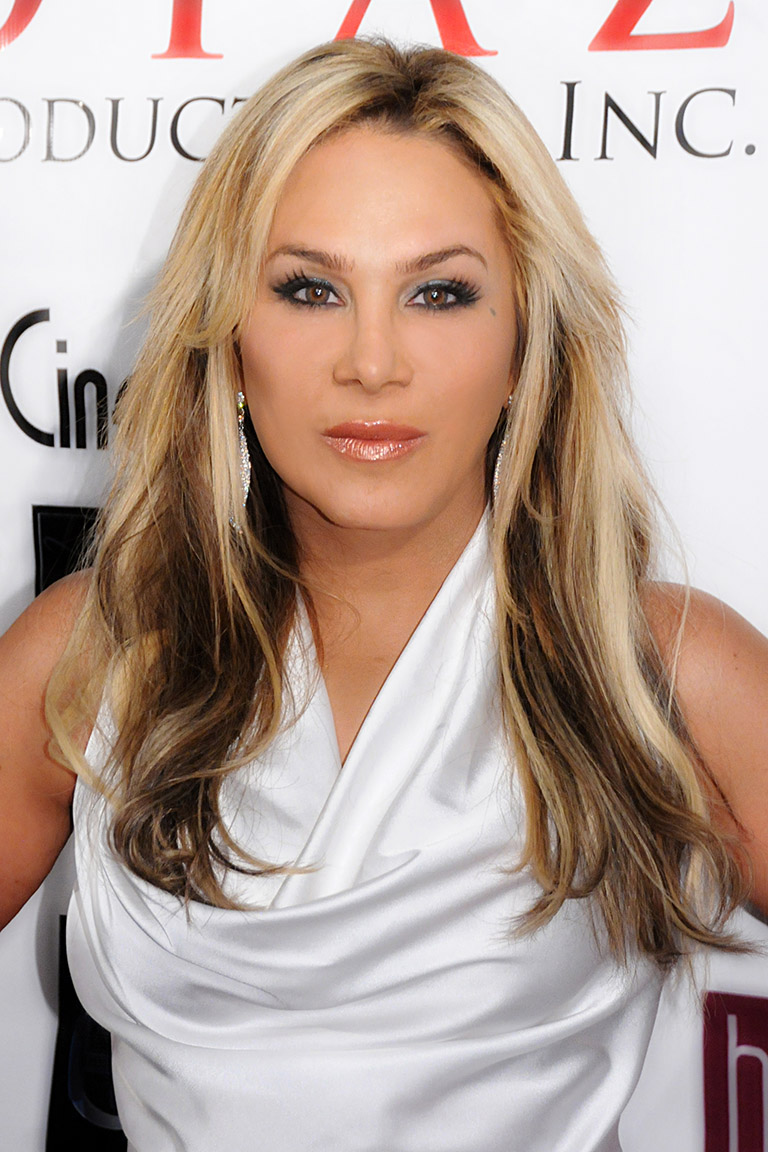
Adrienne Maloof (saisons 1 à 3)
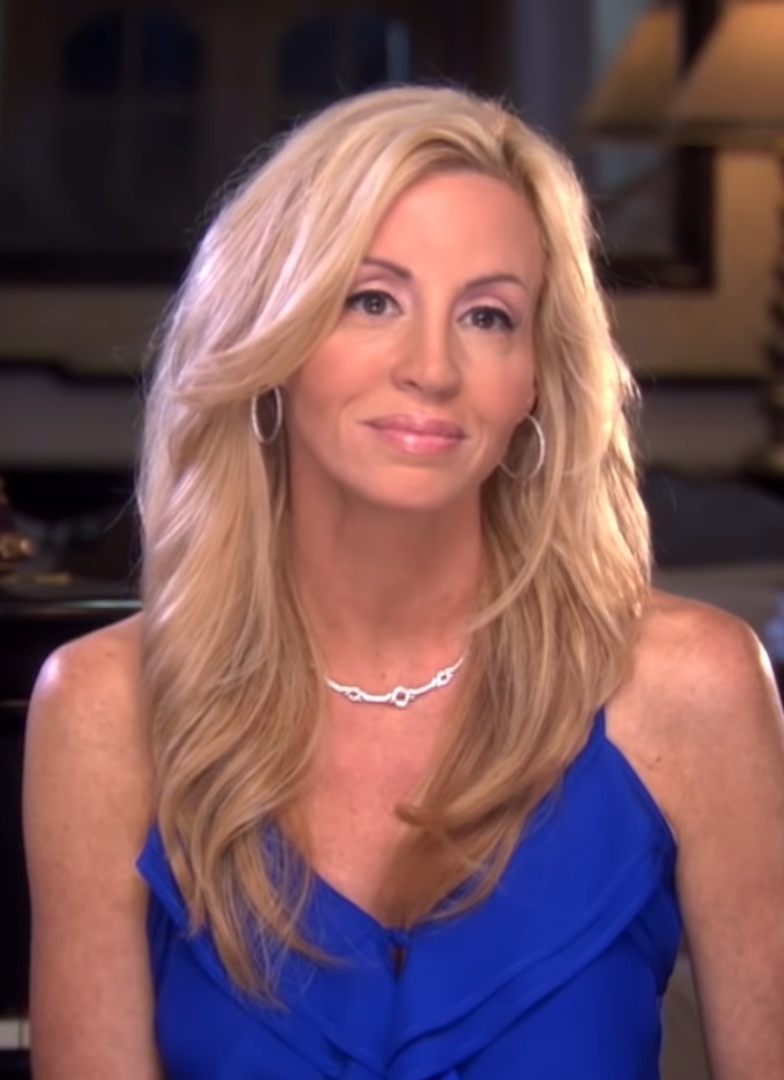
Camille Grammer (saisons 1 et 2)
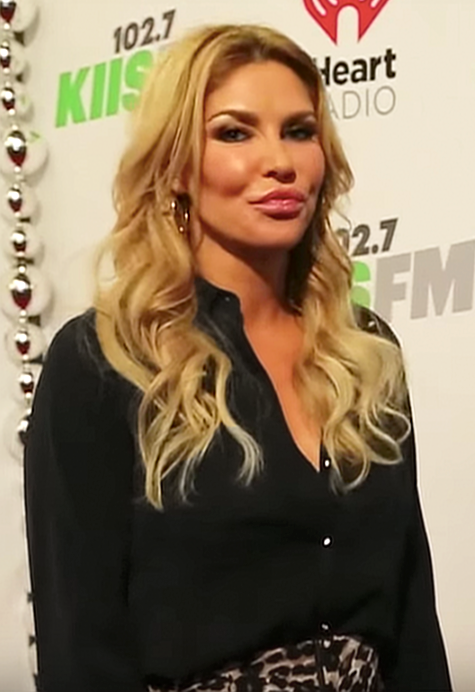
Brandi Glanville (saisons 3 à 5)
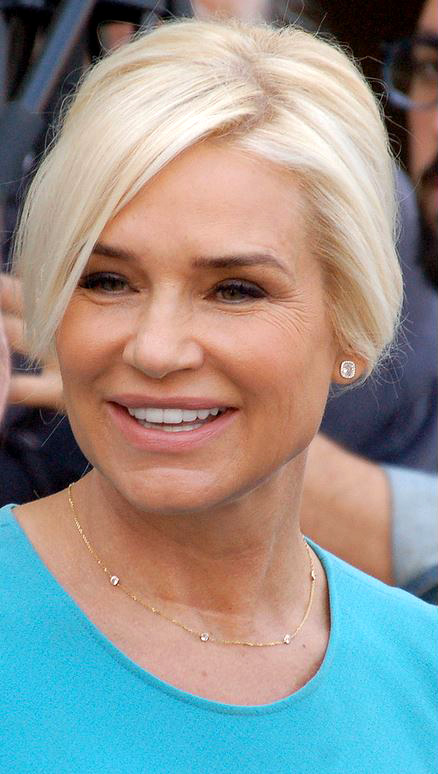
Yolanda Hadid (saisons 3 à 6)
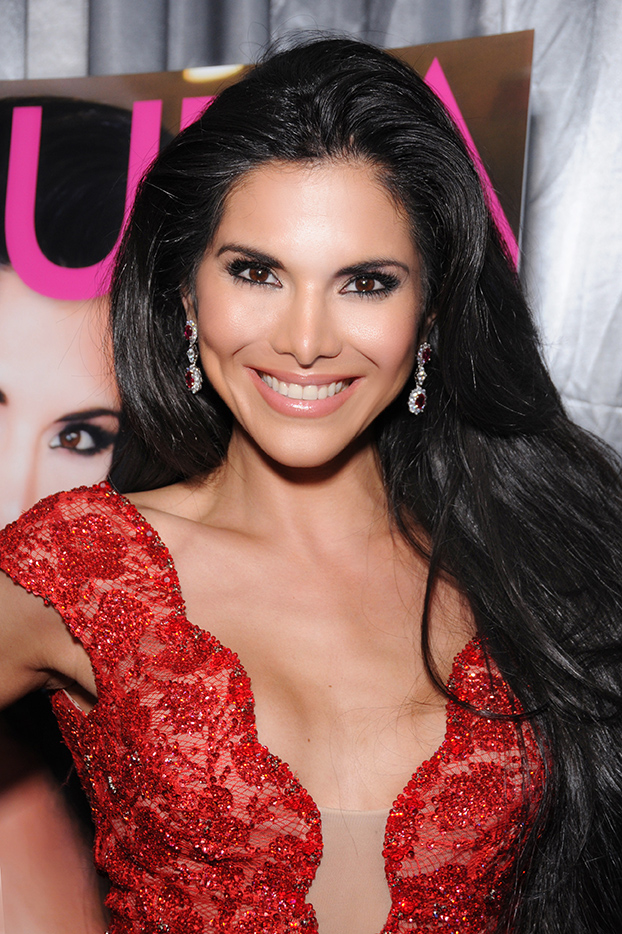
Joyce Giraud (saison 4)
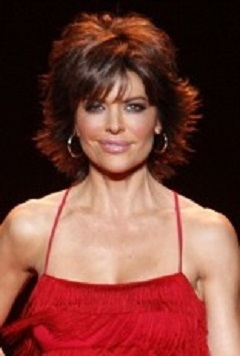
Lisa Rinna (saisons 7 à 12)
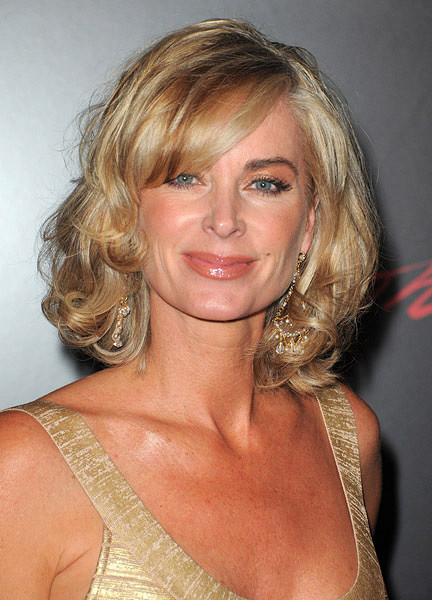
Eileen Davidson (saisons 5 à 7)
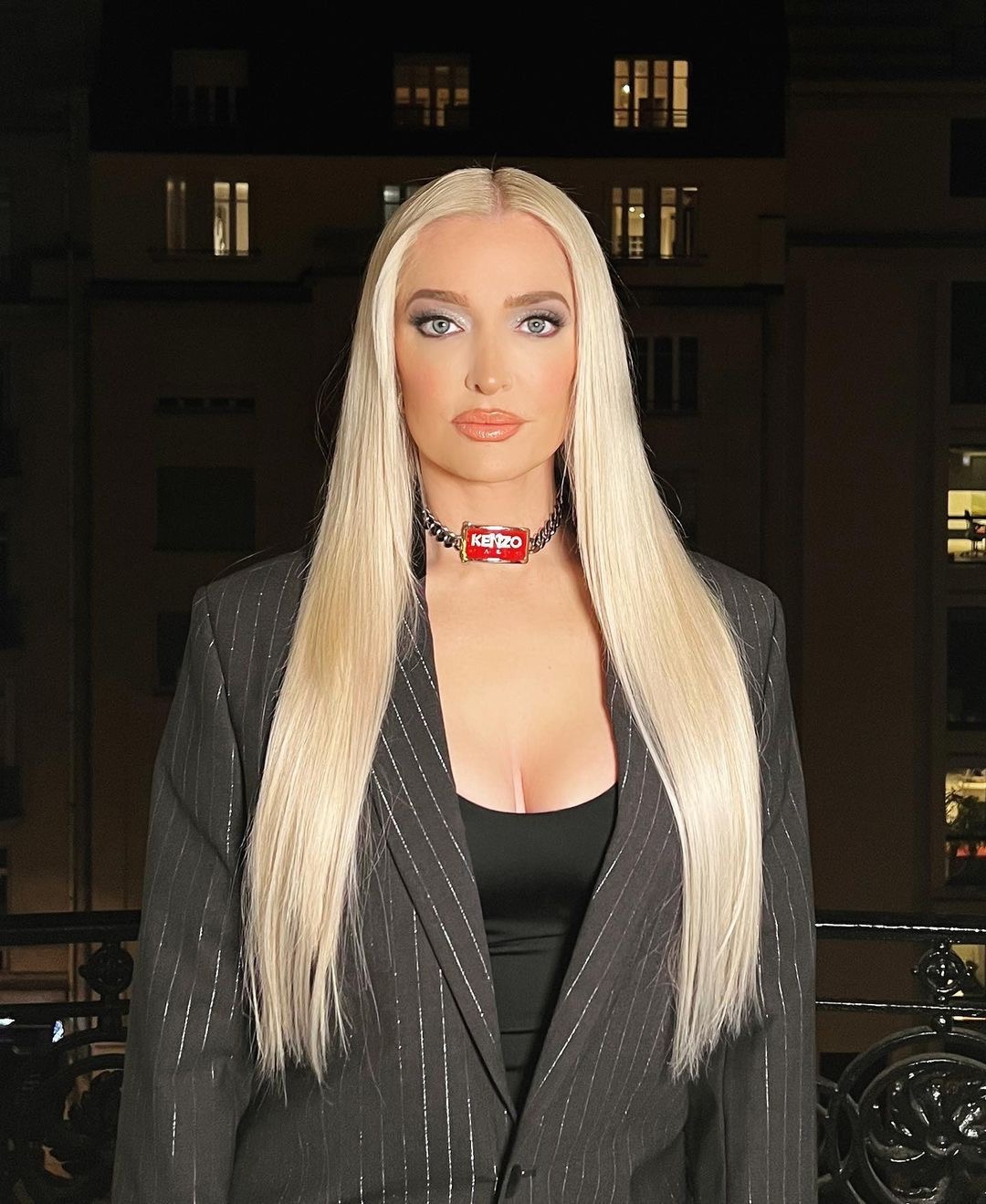
Erika Jayne (depuis la saison 6)
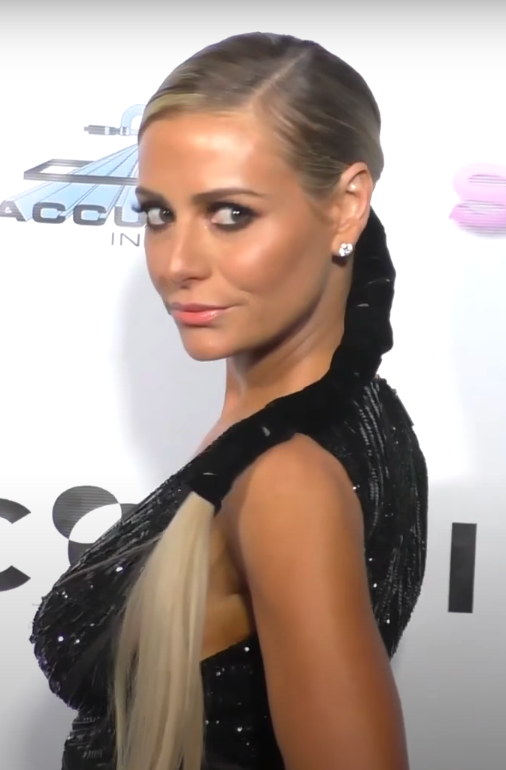
Dorit Kemsley (depuis la saison 7)
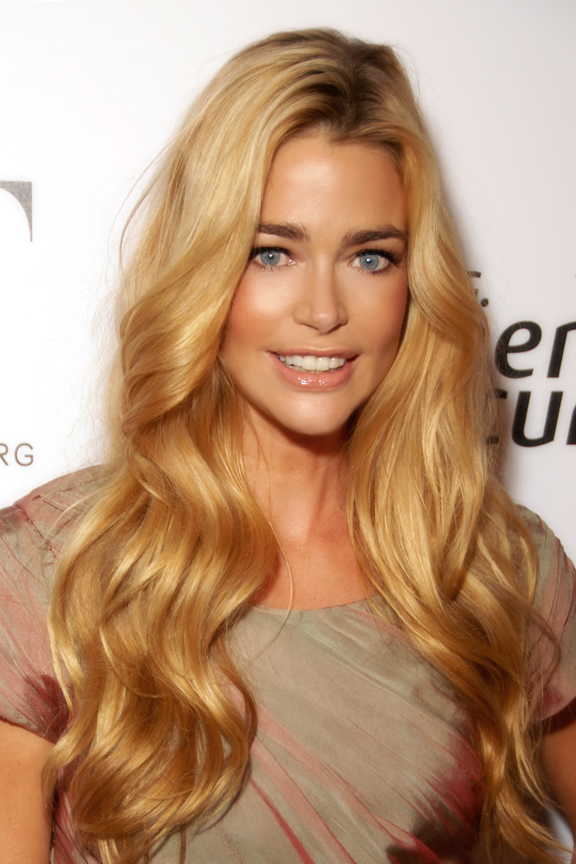
Denise Richards (saisons 9 et 10)
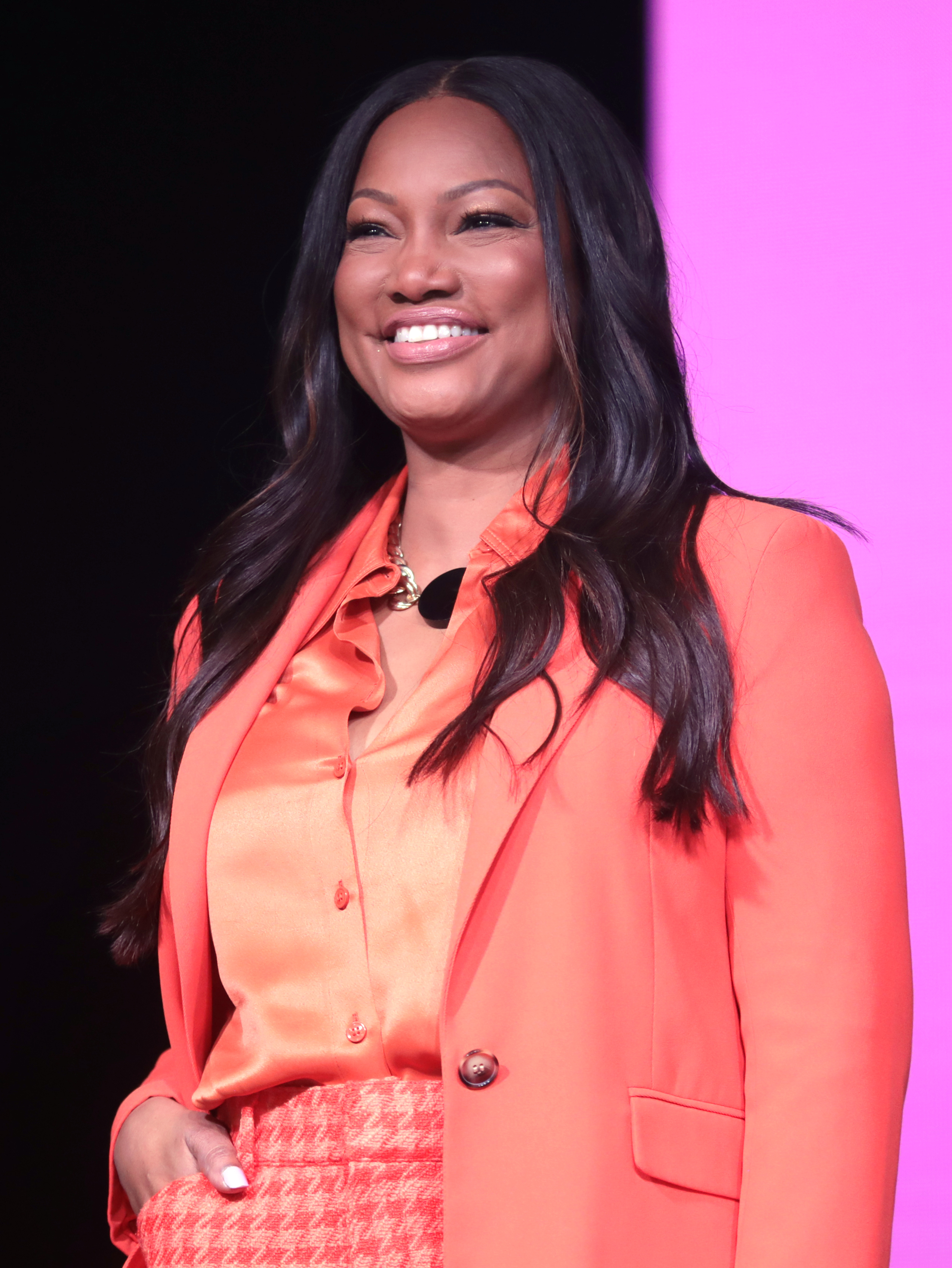
Garcelle Beauvais (depuis la saison 10)
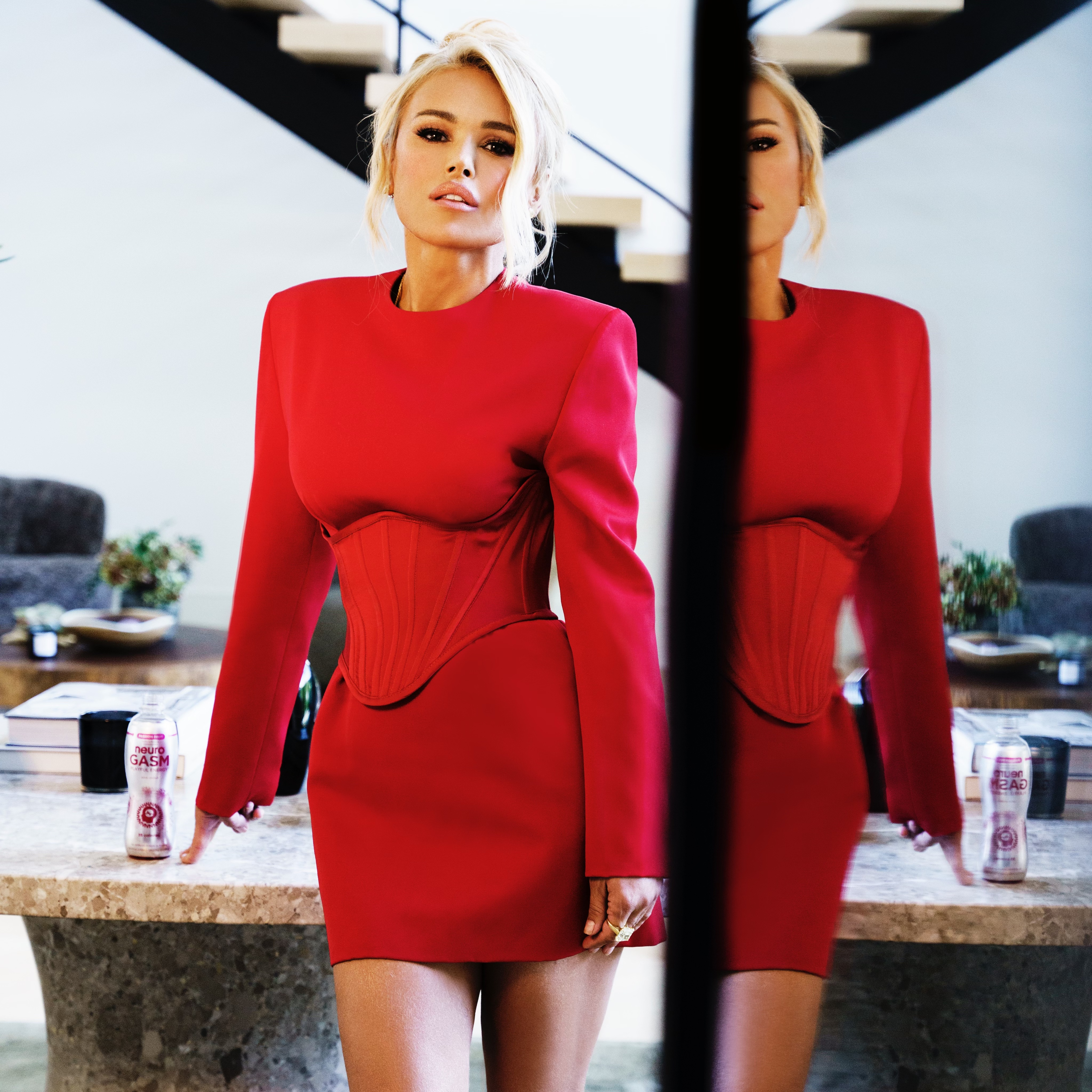
Diana Jenkins (saison 12)
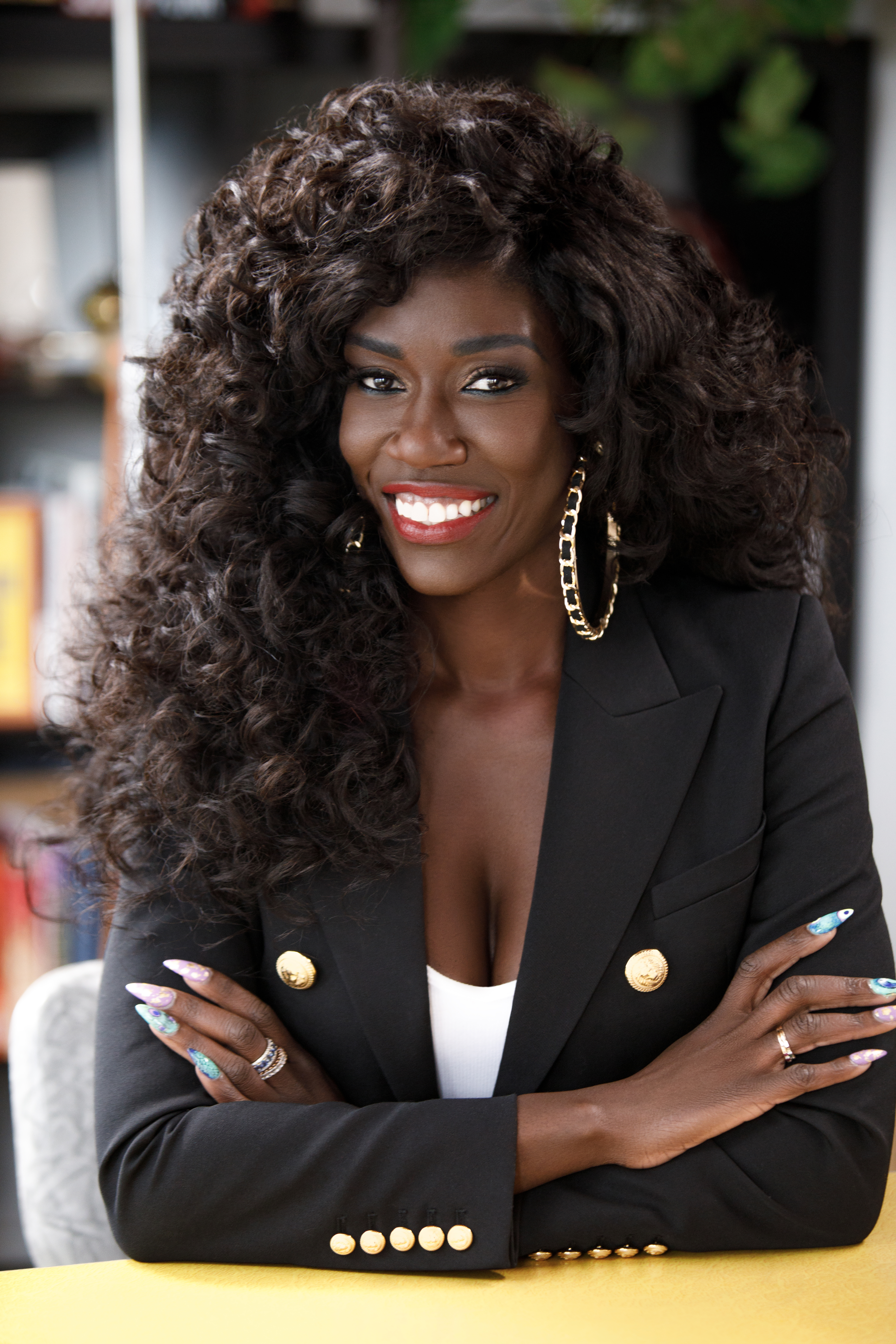
Bozoma Saint John (depuis la saison 13)

### Voice-over
- Isabelle Périlhou
- Pénélope Perdereau
- Marine Tuja
- Isabelle Miller
- Laurent Jacquet
- Véronique Borgias (saisons 1 et 2)
- Sabrina Marchese (saisons 1 et 2, 7 et 8)
- Marie-Eve Dufresne (saisons 1 à 7)
- Philippe Sollier (saisons 1 à 6)
- Adeline Lecadet (saisons 3 à 8)
- Caroline Breton (saisons 5 et 6)
- Nathalie Bleynie (saisons 5 et 6)
- Sandra Parra (saisons 7 et 8)
- Philip Hubert (saisons 7 et 8)
- Laura Felpin (saison 8)
- Benjamin Cohen (saison 8)

Version française
- Société de doublage : Eclair Group (saisons 1 et 2) puis Imagine (saison 3 à 8)
- Direction artistique : Julien Bréart
- Adaptation des dialogues : Serge Gallo, Olivia Azoulay, Marianne Merolle, Solenn Manescau

## Épisodes
| Saisons         | Épisodes | France            | France            | France                       | États-Unis        | États-Unis        | États-Unis              | États-Unis              | États-Unis              |
| Saisons         | Épisodes | Début de saison   | Fin de saison     | Chaine de première diffusion | Début de saison   | Fin de saison     | Audiences (en millions) | Audiences (en millions) | Audiences (en millions) |
| Saisons         | Épisodes | Début de saison   | Fin de saison     | Chaine de première diffusion | Début de saison   | Fin de saison     | Première                | Dernière                | Moyenne                 |
| --------------- | -------- | ----------------- | ----------------- | ---------------------------- | ----------------- | ----------------- | ----------------------- | ----------------------- | ----------------------- |
| 1 (2010 - 2011) | 17       | 13 décembre 2012  | 3 janvier 2013    | Chérie 25                    | 14 octobre 2010   | 15 février 2011   | 1.53                    | 1.12                    | 1.92                    |
| 2 (2011 - 2012) | 24       | 29 janvier 2013   | 1er mars 2013     | Chérie 25                    | 5 septembre 2011  | 16 février 2012   | 2.18                    | 1.00                    | 2.17                    |
| 3 (2012 - 2013) | 22       | 24 mars 2014      | 17 avril 2014     | Chérie 25                    | 5 novembre 2012   | 8 avril 2013      | 1.81                    | 1.57                    | 1.99                    |
| 4 (2013 - 2014) | 23       | 17 mars 2015      | 27 mars 2015      | Chérie 25                    | 4 novembre 2013   | 7 avril 2014      | 1.59                    | 1.37                    | 1.81                    |
| 5 (2014 - 2015) | 23       | 23 mai 2016       | 7 juin 2016       | Téva                         | 18 novembre 2014  | 21 avril 2015     | 2.00                    | 1.30                    | 1.81                    |
| 6 (2015 - 2016) | 24       | 7 juin 2016       | 23 juin 2016      | Téva                         | 1er décembre 2015 | 10 mai 2016       | 1.91                    | 1.01                    | 1.75                    |
| 7 (2016 - 2017) | 21       | 4 septembre 2017  | 15 septembre 2017 | Téva                         | 6 décembre 2016   | 25 avril 2017     | 1.63                    | 1.97                    | 1.73                    |
| 8 (2017 - 2018) | 22       | 3 décembre 2018   | 21 décembre 2018  | Téva                         | 19 décembre 2017  | 15 mai 2018       | 1.65                    | 1.16                    | 1.63                    |
| 9 (2019)        | 24       | 15 avril 2024     | 15 avril 2024     | Netflix                      | 12 février 2019   | 30 juillet 2019   | 1.63                    | 1.45                    | 1.66                    |
| 10 (2020)       | 20       | 1er juillet 2024  | 1er juillet 2024  | M6+                          | 15 avril 2020     | 23 septembre 2020 | 1.35                    | 0.78                    | 1.46                    |
| 11 (2021)       | 24       | 1er juillet 2024  | 1er juillet 2024  | M6+                          | 19 mai 2021       | 3 novembre 2021   | 0.95                    | 1.32                    | 1.19                    |
| 12 (2022)       | 24       | 18 septembre 2024 | 18 septembre 2024 | M6+                          | 11 mai 2022       | 26 octobre 2022   | 1.15                    | 1.45                    | 1.16                    |
| 13 (2023-2024)  | 20       | 18 septembre 2024 | 18 septembre 2024 | M6+                          | 25 octobre 2023   | 13 mars 2024      | 1.02                    | 1.06                    | 1.03                    |
| 14 (2024-2025)  | 20       | 26 novembre 2024  | 28 avril 2025     | M6+                          | 19 novembre 2024  | 15 avril 2025     | 0.80                    | 1.06                    | 0.89                    |

### Première saison (2010-2011)
1. La vie, la liberté et l'opulence (Life, Liberty and the Pursuit of Wealthiness)
2. Louboutins et chocolats (Chocolate Louboutins)
3. Beaucoup de bagages (Plenty of Baggage)
4. C'est ma fête, je fais ce qui me plaît (It's My Party and I'll Spend If I Want To)
5. Je ne dirais jamais ça ! (I Would Never Say That)
6. L'art de la guerre (The Art of War)
7. Ma maison est plus grosse que la tienne (My Mansion Is Bigger Than Your Mansion)
8. Cas de charité (Charity Cases)
9. Le dîner de l'enfer (The Dinner Party From Hell)
10. La vengeance est sans pitié… demande à ton mari (Payback's a Bitch… Just Ask Your Husband)
11. Comment se comporter en société (How to Behave)
12. Tournant (Turn, Turn, Turn)
13. Impardonnable (Unforgivable)
14. Réunion (1/2) (Reunion: Part 1)
15. Réunion (2/2) (Reunion: Part 2)
16. Séquences cachées (The Lost Footage)
17. Le dîner de l'enfer - Moments coupés (Dinner Party From Hell: Producers Cut)

### Deuxième saison (2011-2012)
1. Retour à Beverly Hills (Group Therapy)
2. Problème d'altitude (Blame It on the Altitude)
3. Des hauts et des bas dans les rocheuses (Rocky Mountain Highs and Lows)
4. Gossip Girls (Gossip Girls)
5. Des lunettes de soleil à 25 000 dollars ?! ($25,000 Sunglasses?!)
6. Que les jeux commencent (Let the Games Begin)
7. Une soirée jeux agitée ! (Game Night Gone Wild!)
8. Rien de relaxant (The Opposite of Relaxation)
9. Fiançailles (Otherwise Engaged)
10. À qui le tour ? (Your Face or Mine?)
11. Tempête sur la Tea Party (Tempest in a Tea Party)
12. Un fossé qui se creuse (The Great Divide)
13. Le défilé d'Adrienne (Adrienne's Fashion Show)
14. La Beach Party de l'enfer (Malibu Beach Party From Hell)
15. Un livre, une future mariée et une dépression nerveuse (A Book, a Bachelorette and a Breakdown)
16. Sur liste noire (Uninvited)
17. Mensonges à Lanai (Leis and Lies in Lanai)
18. Tensions et anxiété (A Day Late, An Apology Short)
19. Mille et une surprises (Night of a Thousand Surprises)
20. Un mariage à Beverly Hills (The Real Wedding of Beverly Hills)
21. Réunion (partie 1) (Reunion: Part 1)
22. Réunion (partie 2) (Reunion: Part 2)
23. Réunion (partie 3) (Reunion: Part 3)
24. Images perdues (The Lost Footage)

### Troisième saison (2012-2013)
1. Sur la touche (Down and Left Out in Beverly Hills)
2. Joyeux anniversaire Portia (The Higher the Heel, the Closer to God)
3. Chansons et tensions (Don't Sing for Your Supper)
4. Une virée à Ojai (Uh Oh, Somebody's Crying!)
5. Bras de fer (Girls Gone Ojai'ld)
6. Révélation explosive (She's Gone Too Far)
7. Faye versus Brandi (Oy, Faye)
8. Vanderpump tire les ficelles (Unsolved Mistresses)
9. Ça balance à Beverly Hills (Moroccan Madness)
10. L'art adoucit les mœurs (Home Is Where the Art Is)
11. Les Housewives à Vegas (Stars and Strips)
12. Le nez de Kim (Kim Nose Best)
13. Le grand déballage (Game of Scones)
14. Au feu ! (White Party Pooper)
15. Les Housewives à Paris (1/2) (The Real Housewives of Paris: Part Un)
16. Les Housewives à Paris (2/2) (The Real Housewives of Paris: Part Deux)
17. La mode, rien que la mode (No Business Like Clothes Business)
18. Une séparation (A Shot Through the Heart)
19. Mariage et séparation (Finale)
20. Le Bilan, première partie (Reunion: Part One)
21. Le Bilan, deuxième partie (Reunion: Part Two)
22. On vous dit tout (Secrets Revealed)

### Quatrième saison (2013-2014)
1. Un cocktail inoubliable (A Catered Affair to Remember)
2. Danse avec Lisa (Faint Chance)
3. Rencontre avec une sorcière (Life's a Witch)
4. Tout un cirque ! (Irked at Cirque)
5. La star de la famille (Star of the Family)
6. Luxe, calme et volupté (Palm Springs Breakers)
7. Sortie à la montagne ensorcelée (Escape to Bitch Mountain)
8. La dream team de Yolanda (She Hears You, She Hears You Not)
9. Devine qui vient dîner ? (Guess Who's Coming to Dinner?)
10. Les mannequins sortent les griffes (Catfight on the Catwalk)
11. Accords et désaccords (Luaus and Lies)
12. Coup dur (Tough Break)
13. Le mauvais sort de Carlton (The Curse of Carlton)
14. Kyle vs Carlton (The Birthday Witch)
15. L'ombre d'un doute (Trail of Doubts)
16. Guerre et paix (Turning Down the Crown)
17. Ma parole contre la tienne (Lines in the Sand)
18. Les enfants vont bien (The Kids Are All Right)
19. Es-tu mon amie ? (Are You My Friend?)
20. Titre français inconnu (Reunion: Part 1)
21. Titre français inconnu (Reunion: Part 2)
22. Titre français inconnu (Reunion: Part 3)
23. Les secrets des Real Housewives (Secrets Revealed)

### Cinquième saison (2014-2015)
1. La soirée blanche (Guess Who's Coming to the White Party?)
2. Les espionnes de Beverly Hills (Who Stalked J.R.?)
3. Opération rédemption (Pay Attention to Me!)
4. La vida loca (Livin' la Vida Housewife)
5. Des larmes de joie (Star Sighting)
6. Des vies et des jours (Medford, 90210)
7. Un espoir de paix (Breaking Branches)
8. Le verre de trop (Wining and Dining)
9. Filles à maman (Live and Learn)
10. Le château de cartes (House of Cards)
11. La zizanie (It's Just a Scratch)
12. Touche pas à ma sœur (Drama Queens)
13. Mensonges et tabous (Sister Act)
14. Il n'y a pas de rose sans épine (Surprise!)
15. Charité bien ordonnée ? (Welcome to Amsterdam?)
16. Amster-drame - Partie 1 (Amster-damn!)
17. Amster-drame - Partie 2 (Amster-damn Slap)
18. Les confessions d'une Real Housewife (Confessions Of A Housewife)
19. La fête est finie (The Party's Over)
20. Le bilan - Partie 1 (Reunion: Part 1)
21. Le bilan - Partie 2 (Reunion: Part 2)
22. Le bilan - Partie 3 (Reunion: Part 3)
23. On vous dit tout (Secrets Revealed)

### Sixième saison (2015-2016)
1. Bon anniversaire Lisa ! (Life's a Pitch)
2. La dolce vita (Ciao, Tuscany!)
3. Mon petit poney (Horsing Around)
4. Telle mère, telle fille (The M Word)
5. Une volonté de fer (Will Power)
6. Hamptons, 90210 (Hamptons, 90210)
7. Vacances, j'oublie tout (Pretty Mess)
8. Un dîner presque parfait (Going Deep)
9. Sur le grill (BBQ Busted)
10. Une révélation difficile (Backwards in Heels)
11. L'ouragan Erika (Please Welcome Erika Jayne!)
12. Les fantômes du passé (Hearing Problems)
13. Face à la rumeur (Spinning a Web)
14. Qui aime bien, châtie bien (Not Easy to Love)
15. Objection, votre honneur ! (Objection, Your Honor)
16. Des femmes de cœur (Hearing Is Believing)
17. Direction Dubaï (Lymes in the Sand)
18. Les mille et une nuits (Dubai Daze)
19. Goodbye, Dubaï (Goodbye, Dubai)
20. Pauvre Yolanda (Who Do You Believe?)
21. Le bilan - Partie 1 (Reunion: Part 1)
22. Le bilan - Partie 2 (Reunion: Part 2)
23. Le bilan - Partie 3 (Reunion: Part 3)
24. On vous dit tout (Secrets Revealed)

### Septième saison (2016-2017)
1. La nouvelle venue (Stronger Than Ever)
2. Oh, la belle voiture ! (The Buddha Bentley Birthday)
3. Sous les jupes des filles (Going Commando)
4. L'affaire de la culotte (Pantygate)
5. Amnésie passagère (Amnesia Appetizers)
6. Soirée jeux chez Kyle (Compromising Positions)
7. Ça coûte cher de me ressembler (It's Expensive to Be Me)
8. Le coup de l'anxiolytique (Boys, Blades and Bag of Pills)
9. La soirée Gatsby (Harry's Meat and Gatsby's Fete)
10. Bienvenue au Mexique ! (Hostile Hacienda)
11. Prise au dépourvu (Backed Into a Corner)
12. Toutes aux fourneaux (Feeding a Need)
13. La pâtisserie adoucit les mœurs (Cake Therapy)
14. Les confidences d'Erika (Sweet Georgia Jayne)
15. La mission de Lisa (Hong Kong Fireworks)
16. Règlement de comptes à Hong Kong (Big Buddha Brawl)
17. Soirée « diamants et rosé » (From Dogs to Diamonds)
18. Les quatre vérités (Diamonds Under Pressure)
19. Le bilan - Partie 1 (Reunion - Part 1)
20. Le bilan - Partie 2 (Reunion - Part 2)
21. Le bilan - Partie 3 (Reunion - Part 3)

### Huitième saison (2017-2018)
1. Virée entre filles (Don't Cry Over Spilled Wine)
2. Diva Las Vegas (Diva Las Vegas)
3. Méchantes ! (Bad Guys)
4. Bons baisers de Tokyo (Lights Out!)
5. Retard fâcheux (Unfashionably Late)
6. Après-midi « détente » (Wham, Glam, Thank You Ma'am)
7. Une surprise pour PK (Birthday Fever)
8. Confidences à la plage (Petty Mess)
9. J'adore New York ! (That Was Weird)
10. Erika prend la plume (The Big Apple Bites)
11. Je t'aime, moi non plus (Thank You, Thuck You)
12. Cadeaux coquins (Gag Gift)
13. Il faut qu'on parle (Crying Shame)
14. Allô le Paradis ? (Heaven Knows)
15. Mes petits chiens (Dames, Dogs and Danke)
16. Berlin, nous voilà ! (Holy Schnitzel)
17. La croisière s'amuse (Better Latex Than Never)
18. Le défilé (The Runaway Runway)
19. Le bilan (1/3) (Reunion: Part 1)
20. Le bilan (2/3) (Reunion: Part 2)
21. Le bilan (3/3) (Reunion: Part 3)
22. Plus de secrets ! (Secrets Revealed)

### Neuvième saison (2019)
1. Lucy (Lucy Lucy Apple Juicy)
2. Mord la vie à pleine dents (Eat Your Heart Out)
3. Soleil et drame aux Bahamas (Sun ans Shade in the Bahamas)
4. Tempêtes sous les tropiques (Bahama Drama)
5. Il n'y a que la vérité qui fait mal (The Proof Hurts)
6. Cinquante nuances de disputes (Fifty Shades of Shade)
7. Festin et fiançailles (Eat, Drink, and be Married)
8. Duel à la villa Rosa (Showdown at Villa Rosa)
9. Ce qui se cache sous le masque (A Wolf in Camille's Clothing)
10. Un rejet cinglant (A Supreme Snub)
11. Voulez-vous vraiment me blesser (Do You Really Want to Hurt Me?)
12. Ultimatum final (The Ultimate Ultimatum)
13. Une vérité douce-amère (Grilling Me Softly)
14. Le show continue (The Show Must Go On)
15. Un mariage et un polygraphe (One Wedding and a Polygraph)
16. Rencontre avec Rinna Jayne (Meet Rinna Jayne)
17. Double dose de Brandi (A Double Shot of Brandi)
18. Excusez notre français(Pardon Our Franch)
19. Première impressions (Thirst Impressions)
20. Un petit mal de tête (Un Petit Hangover)
21. Ouragan Camille (Hurricane Camille)
22. Le bilan (1/3) (Reunion - Part 1)
23. Le bilan (2/3) (Reunion - Part 2)
24. Le bilan (3/3) (Reunion - Part 3)

### Dixième saison (2020)
1. Une couronne qui n'est pas si lourde (The Crown Isnt So Heavy)
2. Textos et paillettes à Beverly Hills (To Live and Text in Beverly Hills)
3. Confessions et premières impressions (First Impressions, True Confessions)
4. Guerres glamours (All's Fair In Glam and War)
5. Laissez-la partir (Let The Mouse Go!)
6. Lisez entre les signes (Read Between the Signs)
7. Noël avec Denise (Santa Denise)
8. Aujourd'hui c'est barbecue (Mind Your P's and BBS's)
9. Jusqu'à ce qu'on reparte (Until We Leave Again)
10. Songes et mensonges (Black Ties and White Lies)
11. Baisers et confidences (Kiss and Tell All)
12. Rumeurs romaines (Roman Rumors)
13. Rome, sweet Rome (There's No Place Like Rome)
14. Amore (That's Not Amore)
15. Sexe, mensonges et messages (Sex, Lies and Text Mesages)
16. Denise et désistements (Denise and Desist)
17. Le bilan (1/3) (Reunion - Part 1)
18. Le bilan (2/3) (Reunion - Part 2)
19. Le bilan (3/3) (Reunion - Part 3)
20. Plus de secrets ! (Secrets Revealed)

### Onzième saison (2021)
1. Habillée sur son 90210 (Dressed to the 90210s)
2. Deux vérités et un mensonge (Two Truths and a Lie)
3. Sutton doit lâcher prise (Sutton's Gotta Give)
4. Surexposée (Overxposed)
5. Erika (The Divided States of Erika)
6. La libération d'Erika Jayne (The Liberation of Erika Jayne)
7. Femmes de caractère (Delfining Women)
8. Le bon, la brute et le pantalon en cuir (The Good, the Bad and the Ugly Leather Pants)
9. Une jolie crise de nerfs (A Pretty Meltdown)
10. Liaisons et accidents (Affairs and Accidents)
11. La reine des glaces du désert (Ice Queen of the Desert)
12. Cercle de méfiance (Circle of Distrust)
13. Les quatre saisons (Season's Grillings)
14. La vérité dévoilée (Lips Unsealed)
15. Le dîner de l'enfer (The Dinner Party from Hell: Part Two)
16. Menaces et promesses (Threats and Promises)
17. Une histoire, deux accidents (A Tale of Two Accidents)
18. Del Mar à l'ombre (Del Mar by the Shade)
19. Trop versé et trop penché (Over-Poured and Over-Board)
20. Nouvel An, anciennes rancunes (New Year, Old Grudges)
21. Le bilan (1/4) (Reunion - Part 1)
22. Le bilan (2/4) (Reunion - Part 2)
23. Le bilan (3/4) (Reunion - Part 3)
24. Le bilan (4/4) (Reunion - Part 4)

### Douzième saison (2022)
1. L'intrusion (The Break-in)
2. Les preuves qui dérengent (Receipt Offender)
3. Le clash (There's Sutton About Crystal)
4. Le dilemme de Crystal (The Crystal Conundrum)
5. Dans de beau draps (In Hot Water)
6. Larmes et faux-semblants (High Cries and misty Denmeanors)
7. Croisière mouvementée (Ship-Faced)
8. Il faut un méchant (It Takes A Villain)
9. La calamité Jayne (Calamity Jayne)
10. C'est toi qui le dis (So You Say)
11. Les poids des mots (The Weight of The Words)
12. Black out (Beverly Hills Blackout)
13. La vie en rosé (Rosé colored glasses)
14. Sans pitié (Shameless Not Ruthless)
15. La fièvre du disco (Disco Inferno)
16. Changement d'altitude (Altitude Adjustement)
17. La fille au boucles d'oreilles (The Girl With the Diamond Earrings)
18. Adieu (Rocky Mountain Bye)
19. Kathy (We Need to Talk About Kathy)
20. Le silence est d'or (Silence Is Gloden)
21. Pas mon problème (Not My Sister's Keeper)
22. Bilan (1/3) (Reunion - Part 1)
23. Bilan (2/3) (Reunion - Part 2)
24. Bilan (3/3) (Reunion - Part 3)

### Treizième saison (2023)
1. Une reconstruction spirituelle (The Eaglewoman Has Landed)
2. Une surprise risquée (An Unwise Surprise)
3. L'affaire des pantalons (It's Not About the Pants)
4. Descente aux enfers (Hellevator)
5. Sutton est suspecte (Sutton-Il Suspicious)
6. Rumeur en boucle (Ring Around the Rumor)
7. Perdue et accusée (Dazed and Accused)
8. Le scandale de l'œsophage (Esopha-Gates)
9. Une fête pleine de piquant (A Feisty Fiesta)
10. L'implacable Erika (Re-Lentless Erika)
11. Hommage à la vie (A Celebration of Life)
12. Une pilule difficile à avaler (Bitter Pill to Swallow)
13. Tapas et commérages (Tapas and Tattletales)
14. Souffrance en Espagne (Aches and Spain)
15. Le conflit renaît de ses cendres (Ashing It Out)
16. Diamants à l’état brut (Diamonds in the Rough)
17. Soirées et adieux (Soirees and Separations)
18. Bilan (1/3) (Reunion - Part 1)
19. Bilan (2/3) (Reunion - Part 2)
20. Bilan (3/3) (Reunion - Part 3)

### Quatorzième saison (2024-2025)
1. Grace Time Is Over
2. A Sobering Separation
3. Life's a Beach
4. Twisted Sisterhood
5. High Horses and Low Blows
6. Venom in the Viper Room
7. What the Chuck?
8. A Perfect Storm Out
9. Beachy Keen
10. Sweet Home Augusta
11. Mind Your Business
12. Land of the Free, Home of the Shade
13. Caviar Catastrophe
14. Hemlines and Headlines"
15. Trouble in Paradise
16. Sutton on Trial at Sea
17. A Caribbean Send Off
18. Reunion Part 1
19. Reunion Part 2
20. Reunion Part 3

## Commentaires
- En 2006, la chaîne américaine Bravo démarre la diffusion de Les Real Housewives d'Orange County, décrite comme « un croisement entre les séries Desperate Housewives et Newport Beach ». À la suite du succès de la téléréalité, plusieurs émissions-dérivées seront diffusées : New York City, Atlanta, New Jersey, Washington D.C. (en), Beverly Hills, Miami, Potomac (en) et Dallas (en).

- Lisa Rinna a été pressentie pour intégrer l'émission lors de la première saison[36]. Finalement, elle rejoint la distribution lors de la cinquième saison après une brève apparition la saison précédente[37]. Par ailleurs, elle a fait une apparition dans Les Real Housewives de New York en 2010.

- En 2014, Brandi et Yolanda ont fait une apparition spéciale dans Les Real Housewives de New York (saison 6, épisode 6) lors d'un déjeuner avec Carole et Kristen. L'année suivante, Lisa Rinna a déjeuné avec Heather dans Les Real Housewives d'Orange County (saison 10, épisode 16).
- En 2013, l'émission Vanderpump Rules l'émission autour des restaurants de Lisa Vanderpump est lancée, elle compte à ce jour 10 saisons. Puis en 2015 l'émission Vanderpump Rules After Show réunit les membres de la série discutant des événements de la semaine jusqu'en mars 2016. En 2017 Jax Taylor, membre de la distribution de Vanderpump Rules, aura droit à son spin-off Vanderpump Rules: Jax & Brittany Take Kentucky en vacances dans le Kentucky avec sa petite amie.
- En 2021, Peacock  a annoncé avoir commandé une série tournant autour de Lisa Vanderpump et de sa fondation pour chiens, The Vanderpump Dog Foundation.
- En 2021, Kyle Richards (depuis la saison 1) participe à la première saison des Real Housewives Ultimate Girls Trip.
- En 2022, Taylor Armstrong (saisons 1 à 3) et Brandi Glanville (saisons 3 à 5) participent à la saison 2 des Real Housewives Ultimate Girls Trip. Brandi a également participé à la saison 5 qui devrait être diffusée en 2024.
- En 2022, Taylor Armstrong devient la première Housewives à être transféré dans une autre franchise, en effet Taylor était apparu dans RHOBH de 2010 à 2013 comme membre principale et de 2013 à 2016 en tant qu'invité. Elle est apparue pour la première fois dans les RHOC en 2023 en tant qu' amie des Housewives en 2023.
- Camille Grammer (saison 1 et 2) a participé à la saison 5 des Real Housewives Ultimate Girls Trip avec Brandi qui sera diffusé en 2024.